# William Spry

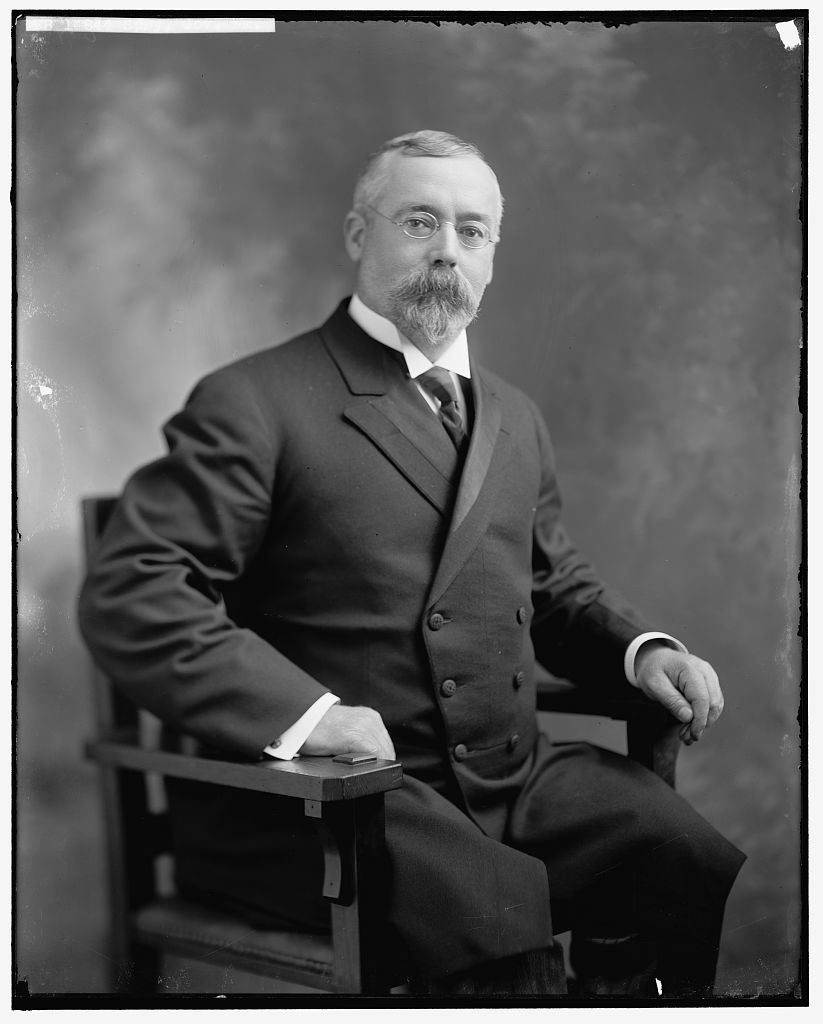
William Spry

William Spry (* 11. Januar 1864 in Windsor, Berkshire, England; † 21. April 1929 in Washington, D.C.) war ein US-amerikanischer Politiker (Republikanische Partei), der von 1909 bis 1917 der dritte Gouverneur des Bundesstaates Utah war.

## Frühe Jahre
Seine Eltern konvertierten kurz nach Williams Geburt zu der Kirche Jesu Christi der Heiligen der Letzten Tage und wanderten dann 1875 nach Utah aus. William verließ die Schule im Alter von 13 Jahren. Danach war er von 1885 bis 1891 zuerst als Missionar und später als Mission President für die Kirche in den Südstaaten tätig. Anschließend beschäftigte er sich mit Viehhaltung und eine Vielzahl von anderen Unternehmungen. 1894 wurde er zum Steuereinnehmer gewählt. Dann war er 1902 Mitglied der State Legislature und 1904 Vorsitzender des Republican State Committees. Ferner war er 1903 Präsident des State Land Boards und wurde 1906 zum US-Marshal von Utah ernannt.

## Gouverneur von Utah
Als Gouverneur sicherte er die notwendige Finanzierung der staatlichen Legislative für den Bau des Capitols, der dann 1916 eingeweiht wurde. Ferner verbot die Legislative während seiner ersten Amtszeit die Kinderarbeit und der Verkauf sowie den Vertrieb von Tabakprodukten an Minderjährige. Während seiner zweiten Amtszeit bekam er einen schlechten Ruf, als er es ablehnte im Falle von Joe Hill, einem Mitglied der Industrial Workers of the World (IWW), einzugreifen, der wegen Mordes in Utah überführt worden war und letztendlich hingerichtet wurde. Darüber hinaus war er der erste Gouverneur von Utah, der den Vorsitz über die National Governors Association hatte. Aufgrund seiner Unterstützung der lokalen Kräfte bezüglich der Prohibition erzielte er eine Niederlage bei einer republikanischen Nominierung für eine dritte Amtsperiode als Gouverneur.

## Weiterer Lebenslauf
Nach dem Ende seiner zweiten Amtszeit als Gouverneur, kandidierte er 1918 erfolglos um einen Sitz im US-Kongress. Danach war er bis 1921 als Vertreter für die Western Irrigation Association tätig, als ihn Präsident Warren G. Harding zum U.S. Commissioner of the General Land Office ernannte.
Spry verstarb 1929 in Washington und wurde in Salt Lake City beigesetzt. Er war mit Mary Alice Wrathall verheiratet. Das Paar hatte drei gemeinsame Kinder.